# صقلية آيلاند (لويزيانا)
صقلية آيلاند (بالإنجليزية: Sicily Island village, Louisiana)‏ هي قرية تقع بولاية لويزيانا في الولايات المتحدة. تبلغ مساحتها 1.49 كم2، وترتفع عن سطح البحر 22.86 م، بلغ عدد سكانها 526 نسمة في عام 2010 حسب إحصاء مكتب تعداد الولايات المتحدة وتصل الكثافة السكانية فيها 353 نسمة لكل كيلومتر مربع (914.3/ميل2).

## التركيبة السكانية
حدّد مكتب تعداد الولايات المتحدة بيانات التركيبة السكانية لصقلية آيلاند في تعداد الولايات المتحدة. في ما يلي، التركيبة السكانية حسب تعدادي 2000 و2010.

### تعداد عام 2000
بلغ عدد سكان صقلية آيلاند 453 نسمة بحسب تعداد عام 2000، وبلغ عدد الأسر 197 أسرة وعدد العائلات 111 عائلة مقيمة في القرية. في حين سجلت الكثافة السكانية 304 نسمة لكل كيلومتر مربع (787.4/ميل2). وبلغ عدد الوحدات السكنية 245 وحدة بمتوسط كثافة قدره 164.4 لكل كيلومتر مربع (425.8/ميل2).
وتوزع التركيب العرقي للقرية بنسبة 44.81% من البيض و54.53% من الأمريكيين الأفارقة و0.22% من الأعراق الأخرى و0.44% من عرقين مختلطين أو أكثر و0.88% من الهسبانيون أو اللاتينيون من أي عرق.
بلغ عدد الأسر 197 أسرة كانت نسبة 33% منها لديها أطفال تحت سن الثامنة عشر تعيش معهم، وبلغت نسبة الأزواج القاطنين مع بعضهم البعض 34% من أصل المجموع الكلي للأسر، ونسبة 19.8% من الأسر كان لديها معيلات من الإناث دون وجود شريك، بينما كانت نسبة 2.5% من الأسر لديها معيلون من الذكور دون وجود شريكة وكانت نسبة 43.7% من غير العائلات. تألفت نسبة 41.1% من أصل جميع الأسر من عدة أفراد يعيشون في نفس المنزل ونسبة 21.3% كانت تتألف من شخص يعيش بمفرده يبلغ من العمر 65 عاماً أو أكثر. وبلغ متوسط حجم الأسرة المعيشية 2.30، أما متوسط حجم العائلات فبلغ 3.23.
بلغ العمر الوسطي للسكان 36.1 عاماً. وكانت نسبة 30% من القاطنين تحت سن الثامنة عشر، وكانت نسبة 7.1% بين الثامنة عشر والرابعة والعشرين عاماً، ونسبة 26.5% كانت واقعةً في الفئة العمرية ما بين الخامسة والعشرين والرابعة والأربعين عاماً، ونسبة 20.3% كانت ما بين الخامسة والأربعين والرابعة والستين، ونسبة 16.1% كانت ضمن فئة الخامسة والستين عاماً فما فوق. يوجد لكل 100 أنثى 81.9 ذكر، ويوجد لكل 100 أنثى في الثامنة عشر من عمرها فما فوق 82.2 ذكر.
بلغ متوسط دخل الأسرة في القرية 14,783 دولارًا، أما متوسط دخل العائلة فبلغ 23,036 دولارًا. وكان متوسط دخل الذكور 25,750 دولارًا مقابل 14,821 دولارًا للإناث. وسجل دخل الفرد الخاص بالقرية 11,972 دولارًا. وكانت نسبة 45.5% من العائلات ونسبة 47.1% من السكان تحت خط الفقر، وكان من هؤلاء نسبة 62.3% تحت سن الثامنة عشر ونسبة 12.1% في الخامسة والستين من العمر وما فوق.

### تعداد عام 2010
بلغ عدد سكان صقلية آيلاند 526 نسمة بحسب تعداد عام 2010، وبلغ عدد الأسر 204 أسرة وعدد العائلات 132 عائلة مقيمة في القرية. في حين سجلت الكثافة السكانية 353 نسمة لكل كيلومتر مربع (914.3/ميل2). وبلغ عدد الوحدات السكنية 261 وحدة بمتوسط كثافة قدره 175.2 لكل كيلومتر مربع (453.8/ميل2).
وتوزع التركيب العرقي للقرية بنسبة 34.22% من البيض و64.07% من الأمريكيين الأفارقة و0.19% من الأمريكيين ذوي الأصول الآسيوية و0.19% من الأعراق الأخرى و1.33% من عرقين مختلطين أو أكثر و0.38% من الهسبانيون أو اللاتينيون من أي عرق.
بلغ عدد الأسر 204 أسرة كانت نسبة 33.8% منها لديها أطفال تحت سن الثامنة عشر تعيش معهم، وبلغت نسبة الأزواج القاطنين مع بعضهم البعض 35.3% من أصل المجموع الكلي للأسر، ونسبة 22.5% من الأسر كان لديها معيلات من الإناث دون وجود شريك، بينما كانت نسبة 6.9% من الأسر لديها معيلون من الذكور دون وجود شريكة وكانت نسبة 35.3% من غير العائلات. تألفت نسبة 33.3% من أصل جميع الأسر من عدة أفراد يعيشون في نفس المنزل ونسبة 15.7% كانت تتألف من شخص يعيش بمفرده يبلغ من العمر 65 عاماً أو أكثر. وبلغ متوسط حجم الأسرة المعيشية 2.58، أما متوسط حجم العائلات فبلغ 3.32.
بلغ العمر الوسطي للسكان 37.4 عاماً. وكانت نسبة 26.4% من القاطنين تحت سن الثامنة عشر، وكانت نسبة 10.5% بين الثامنة عشر والرابعة والعشرين عاماً، ونسبة 20.7% كانت واقعةً في الفئة العمرية ما بين الخامسة والعشرين والرابعة والأربعين عاماً، ونسبة 29.8% كانت ما بين الخامسة والأربعين والرابعة والستين، ونسبة 12.5% كانت ضمن فئة الخامسة والستين عاماً فما فوق. وتوزع التركيب الجنسي للسكان بنسبة 47.9% ذكور و52.1% إناث.